# Phyllangia americana
Phyllangia americana Milne Edwards & Haime, 1849 è una madrepora della famiglia Caryophylliidae.

## Descrizione
È una madrepora coloniale che forma aggregazioni incrostanti o lievemente ramificate.
I coralliti hanno un calice di forma circolare nei giovani esemplari e più o meno ovale negli esemplari più maturi.  Presentano 48 setti disposti radialmente in 4 cicli; negli esemplari più grandi, può essere presente un quinto ciclo incompleto di setti; la columella è generalmente ben visibile, a forma di cono, parzialmente fusa con i setti del primo ciclo.
I polipi  hanno tentacoli lunghi circa 10 mm, translucidi, brunastri o più spesso verdastri, con numerose piccole verrucosità biancastre e una piccola bolla apicale bianca.

## Biologia
È una specie azooxantellata, cioè priva di zooxantelle simbionti.

## Distribuzione e habitat
Phyllangia americana ha un areale atlanto-mediterraneo. Presente su entrambe le sponde dell'Atlantico, è comune nella porzione settentrionale del mar Mediterraneo, ove è segnalata nel mar Ligure, nel Tirreno, e nel medio e basso Adriatico. Al largo delle coste della Puglia, concorre alla formazione di ambienti di barriera corallina mesofotica.
È una specie sciafila, che vive su pareti verticali, strapiombi e all'ingresso di grotte, a profondità da 1 a 100 m.

## Tassonomia
Sono note due sottospecie:
- Phyllangia americana americana Milne Edwards & Haime, 1849 - presente nell'Atlantico occidentale, dalla Carolina del Nord (USA) al Brasile.
- Phyllangia americana mouchezii (Lacaze-Duthiers, 1897) - presente nel Mediterraneo e nell'Atlantico orientale, dal Portogallo al Senegal, comprese Madeira e le Canarie.